# Uhagonia
Uhagonia is een geslacht van rechtvleugeligen uit de familie Pyrgomorphidae. De wetenschappelijke naam van dit geslacht is voor het eerst geldig gepubliceerd in 1905 door Bolívar.

## Soorten
Het geslacht Uhagonia omvat de volgende soorten:
- Uhagonia depressa Dirsh, 1963
- Uhagonia sphenarioides Bolívar, 1905
- Uhagonia wintreberti Kevan, 1968